# Decorospora gaudefroyi
Decorospora gaudefroyi är en svampart som först beskrevs av Narcisse Theophile Patouillard, och fick sitt nu gällande namn av Inderb., Kohlm. & Volkm.-Kohlm. 2002. Decorospora gaudefroyi ingår i släktet Decorospora och familjen Pleosporaceae.  Arten är reproducerande i Sverige. Inga underarter finns listade i Catalogue of Life.